# Carolyn Sampson
Carolyn Sampson (Bedford, 18 maggio 1974) è un soprano britannico.

## Biografia
Ai tempi degli studi all'Università di Birmingham vinse l'Arnold Goldsborough Prize per l'interpretazione e il canto barocco. Ha debuttato in piccoli ensemble vocali come The Tallis Scholars, The Sixteen e Polyphony, rivelandosi come uno dei migliori soprani britannici specializzati nel repertorio classico. Riguardo all'opera barocca ha lavorato con Robert King, Harry Christophers, Trevor Pinnock, Paul McCreesh e Philippe Herreweghe.
Nel 2000 ha esordito davanti al grande pubblico interpretando Amore ne L'incoronazione di Poppea all'English National Opera. Nel 2004 è stata la volta di Pamina ne Il flauto magico e di Semele nell'omonimo oratorio di Georg Friedrich Händel. Tra i personaggi del suo repertorio si menzionano Ninfa (Orfeo), Belinda (Didone ed Enea), Asteria in Tamerlano, Susanna (Le nozze di Figaro) e Adina (L'elisir d'amore).
La sua voce è una coloratura interpretata agilmente, caratterizzata da un fraseggio aggraziato e da un timbro forte. Ha inciso alcune performance come Paride ed Elena di Christoph Willibald Gluck, i Vespri di Claudio Monteverdi e Ode per il giorno di santa Cecilia di Händel.